# お化け

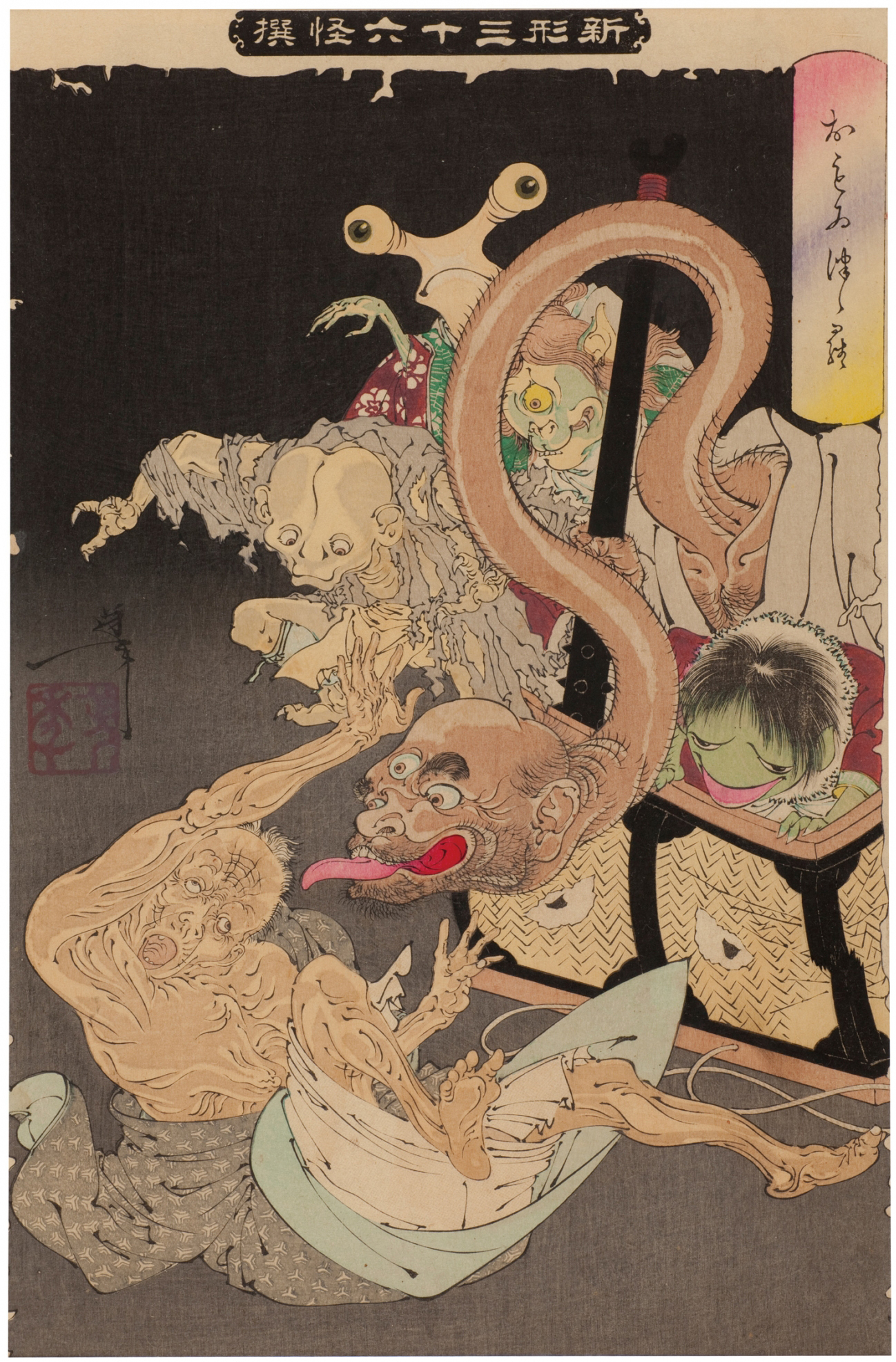
新形三十六怪選『おもゐつづら』

お化け（おばけ）とは、本来あるべき姿や生きるべき姿から大きく逸脱し、変化（へんか）した姿のこと。「変化（へんげ）」や「化け」、「化け物」、「大化け」ともいう。化けて生ることから「化生（けしょう）」とも呼ばれる。

## 概要

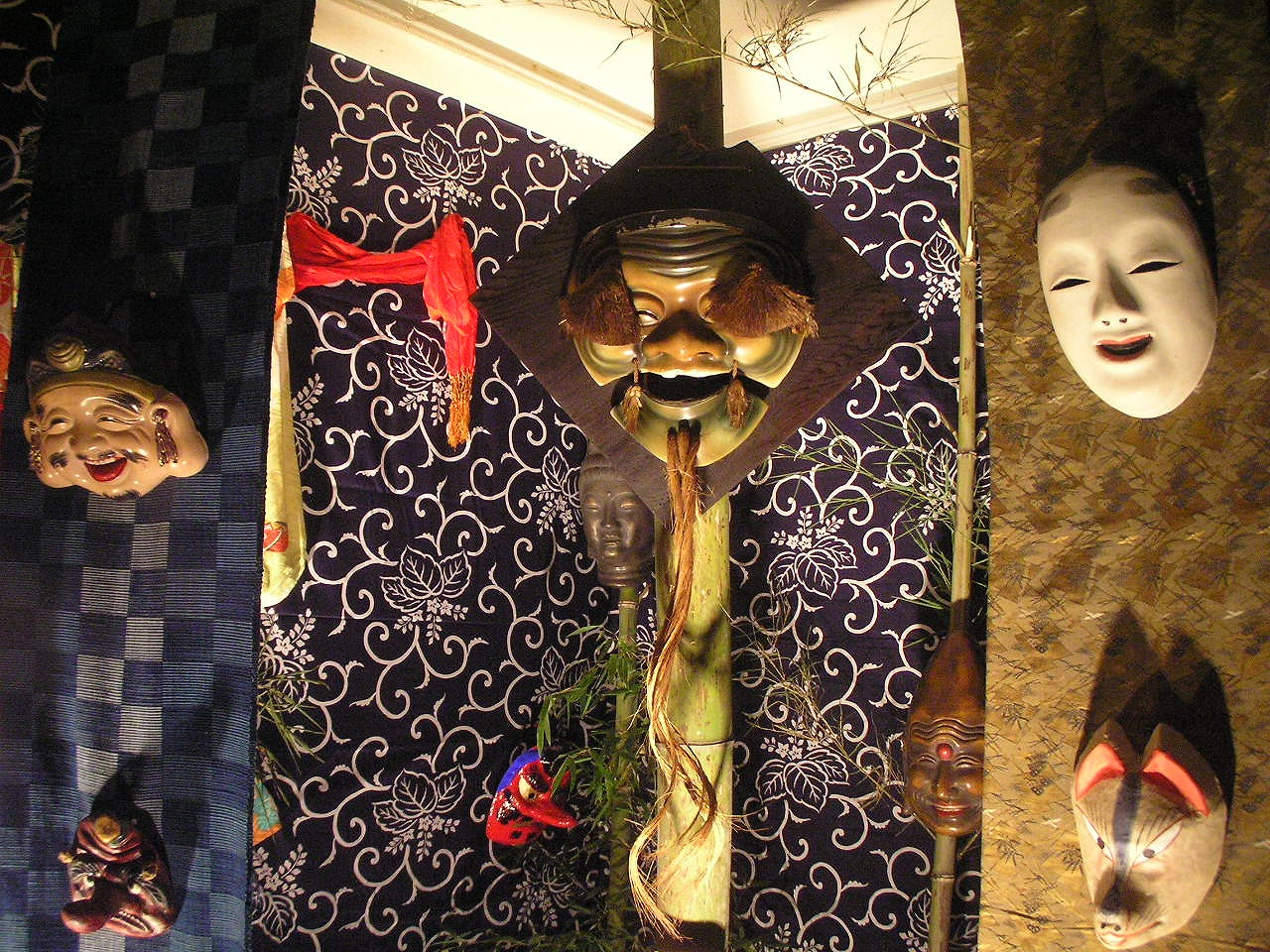
日本古来のお面

このような概念には、天気雨にかかる虹（狐の嫁入り）や、自然の木々の紅葉や、昆虫の完全変態などは、本来の状態から大きく変化することであり、科学的な考察や説明がなければ驚きであろう。これらが自然に対する畏怖や畏敬になり、観念としての自然崇拝につながっていき、幽霊や妖怪やフェアリーなどのアニミズム観の根底に流れているといえる。
人にとって潜在的にある願望として、祭りなどで、「おかめ」や「ひょっとこ」になったり、縁日でお面を被る行為は、ハロウィンの仮装とも合い通じるが、自身の変装だけでなく、西洋文学のカフカの『変身』や、狼男になった人が満月の夜に変身してしまうという西洋の伝承などから、日本においても、時代劇の水戸黄門（ただの爺が、印籠により徳川御三家の副将軍の1人に変身すると受け取れる客観からの設定）や仮面ライダーやウルトラマンなどがある。
偶然に訪れる幸運にも、この「化け」や「大化け」が使われているが、そのときには対象そのものの変化だけではなく、期待値が大きく好いほうへ変化する、という射幸心や占いなどとも、結びついている感情ともいえる。ちなみに「勿怪の幸い」の本来の意味は、期せずして訪れた幸運は物の怪（お化け）がもたらしたもの、という意味である。

## 怪奇現象
驚きという感情は本人の認識と現実の格差からも生まれるものでもあり、その格差を自身の誤解と認めなければ、現実がおかしいと帰結したための、怪奇な現象ともいえる。幽霊・妖怪・怪物は、お化けと同意としても使用される語句である。
伝承される神霊・精霊や架空の不気味な生き物
- 霊 - 本来は玉のような形の見えない精霊（しょうれい）となって幽世（かくりよ）に旅立つべきなのに、生前の人の姿で現世（うつしよ）に留まってしまうから。
- 妖怪・妖怪変化 - 本来は通常の寿命を全うするだけだが、長く生きた若しくは長く使われたことにより、霊魂が宿ったため変化した付喪神などがあり、付喪神などを含めた妖怪とは、神霊の依り代となったことにより、神懸りとなり変化したものや、荒御魂という猛り狂った状態の神の姿をいう。
  - 化けがつく妖怪 - 唐傘お化け・提灯お化け・化け蟹・化け銀杏の霊・化け草履・化け猫・化け火・化け古下駄などがある。

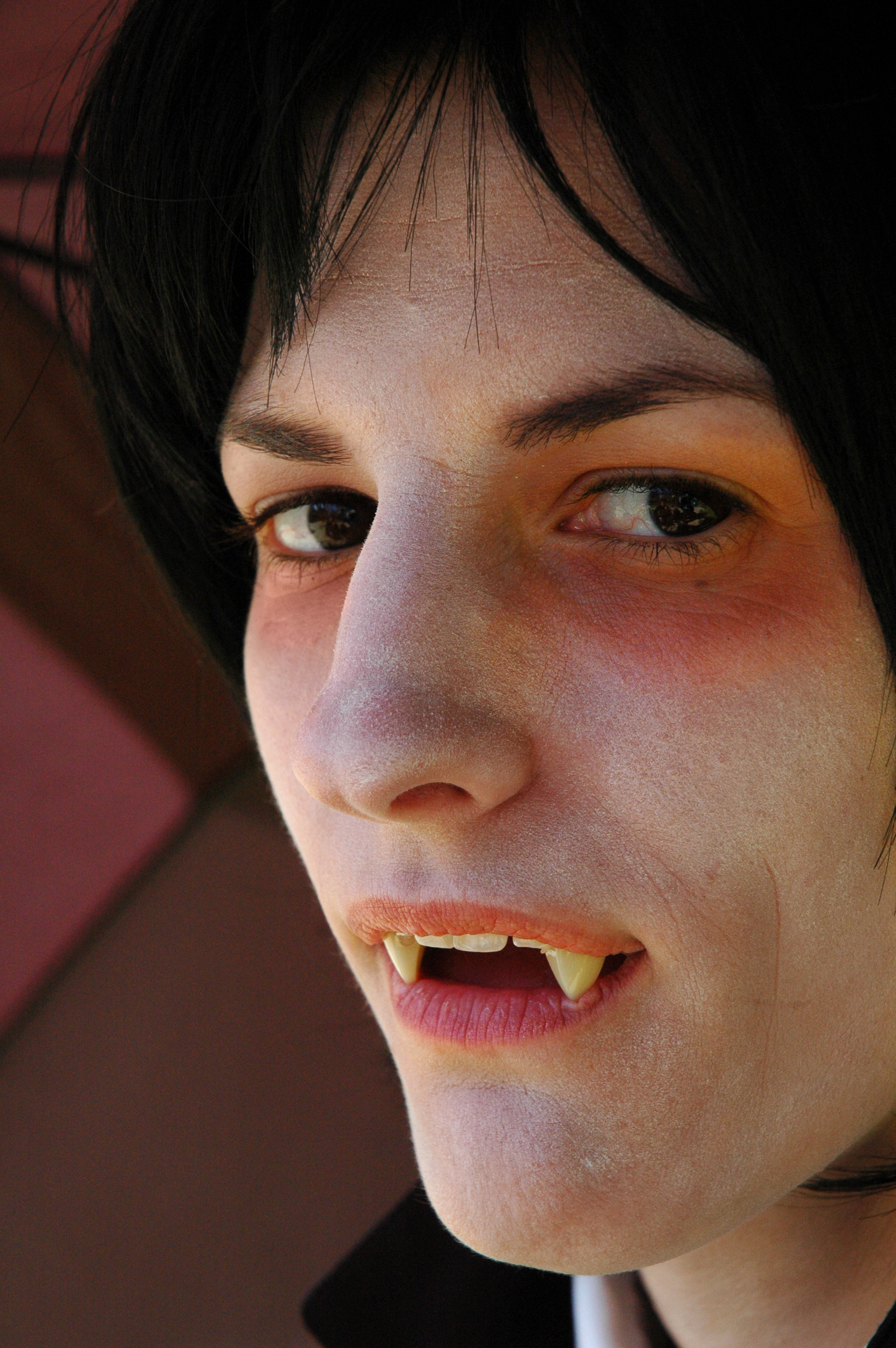
ハロウィンでの変装・吸血鬼の化粧

- モンスター - 本来は人や生き物だったものが、科学物質や物理作用や祟りや邪心や悪魔やその儀式などにより、その姿や心が大きく変化した不気味なもの。または、本来は存在するはずのない怪異な生き物。日本で伝承されていない、創作された不気味な怪異なもの。または、海外の怪人や精霊（せいれい）や得体の知れない生き物で、不気味なものを言う傾向にある。
  - 「ジキルとハイド」や、その現代版ともいわれる「超人ハルク」なども怪物とよばれる。これらは、薬（化学物質）により変化した人である。また日本のゴジラは放射線の作用で変化した爬虫類という設定である。
  - 吸血鬼やゾンビや狼男なども、本来は人であったもしくは遺骸であったものが、様々な宗教的な観念においての邪道な儀式や行いにより、人や遺骸でなくなってしまったものであり、バイオハザードといわれるテレビゲームの中のゾンビの「生物化学兵器として開発された薬としてのウィルスにより、無理やり生き返らされたおぞましい姿の死者」という設定は、ジキルとハイドと、ゾンビといわれる宗教的な観念の存在を、合わせたものとも解釈できる。

錯覚や、その時分の科学水準では説明できない現象やもの
- 人間の錯覚などを引きおこすもの。「お化け坂（目の錯覚により上り坂に見えるが実際は下り坂であるような坂）」など、本来は上っているはずだという認識の前提が、大きく崩れる（変化する）からである。前時代的には、怪奇現象と考えられていた。
- 地球から約7億光年の彼方に、「Hanny's Voorwerp」といわれるガス天体が存在し、中心に大きな穴を持ち、温度は約1万℃で、恒星や恒星の初期段階である周囲より密度の高い球状のガスはない巨大な天体である。反射星雲に類するものなのか、過去の超新星爆発の、遅れて届いた光であり俗にいわれる「光のこだま」現象に類するものなのか解っていない。「光のこだま」現象としての原因は、隣接するクエーサーを内包していたと考えられる銀河IC 2497の、影響による周囲のガスと赤外線による発光の残像だと推論されている。また中心の穴の生成過程も、説明がつかないので「宇宙のお化け」と呼ばれている。

## 実生活

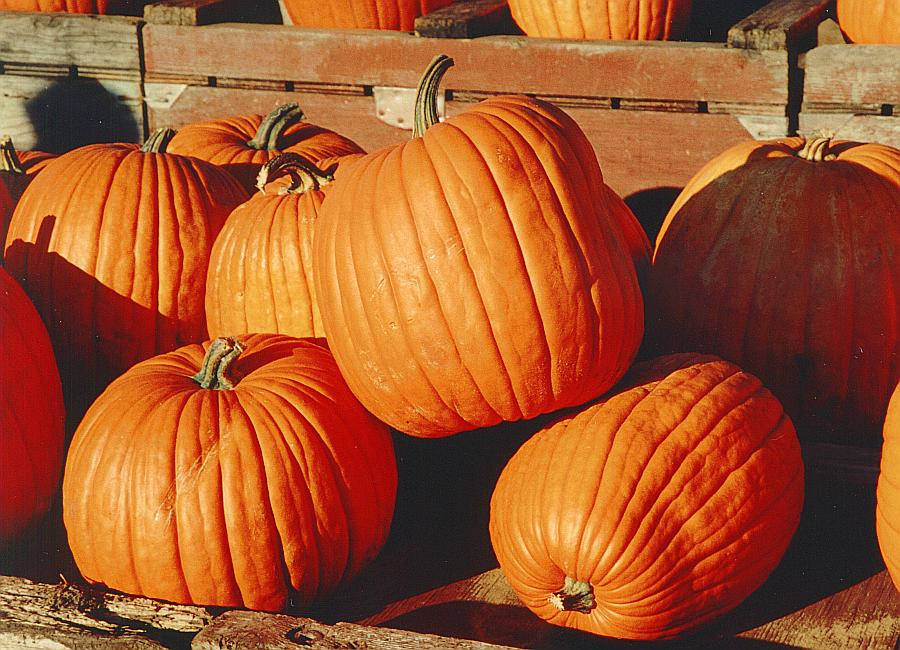
ハロウィンで使用される巨大なお化けカボチャ

お化けには、大化けという表現があるように、総じて大きさや効果が増大する現象をいう場合が多いが、日本の民間信仰でもある古神道も、同様の価値観があり、大きいものほど宿る神霊の位が高いとする価値観があり、巨木や巨石を信仰するものとして、神籬（ひもろぎ）・磐座（いわくら）があり、大きく成長した木または、通常より大きい岩に神が宿る（化ける）とされる。
- 本来より大きく成長し変化した人や生物、モノ。「お化けメダカ」「お化けかぼちゃ」「お化け番組」など。
- 本来の予測に対し、いい方向へ変化すること。誰も注目していなかった急騰した株価の銘柄に対し、この株は「化けた」または、「大化けした」など。
- 本来の素顔や建造物の内装・外装を、より美しく変化するための化粧であることから、化生（けしょう）から化粧（けしょう）になっとともいわれる。

特定の怪物でないお化けをイラストで描く場合、ハロウィンのゴーストにならい、吹き出し状の白い体に愛くるしい顔、手がついた姿で描かれる。日本の幽霊の絵と同じように足はないことが多い。

## 語彙と語句

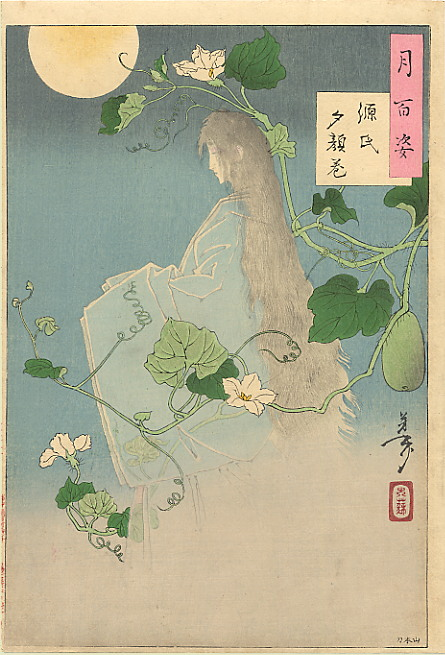
月百姿 源氏夕顔巻： 幽霊 1886年

お化けは、化け・化け物・大化け・化生（けしょう）とも呼称し、霊魂の類と妖怪と怪物を意味する。
- 霊魂の類は、精霊（しょうりょう）と祖霊（それい）以外の霊魂である死霊・亡霊・幽霊・悪霊・怨霊・生霊と人魂をいう。
- 妖怪は、夭怪とも表記し、妖怪変化ともいう。また妖（夭）・鬼・怪異・魑魅魍魎（ちみもうりょう）・憑き物・百鬼・魔・魔物・物の怪（勿の怪）・物の気・妖異という。

その他「化け」のつく言葉
- 化学 - 同音異字でサイエンスを意味する科学（かがく）と区別するため、ケミストリーは湯桶読みで化学（ばけがく）とも呼称される。物質がイオン化や酸化還元などにより、変化することの説明としての学問のこと。
- 文字化け - コンピュータなどの電子媒体の表示において、文字が正しく表示されず、まったく違った文字や記号で表示されることをさす。詳しくは文字化けを参照。